# Pleurothallis belocardia
Pleurothallis belocardia är en orkidéart som beskrevs av Rudolf Schlechter. Pleurothallis belocardia ingår i släktet Pleurothallis och familjen orkidéer. Inga underarter finns listade i Catalogue of Life.